# دردار متوسط
دردار متوسط (الاسم العلمي: Ulmus intermedia) هو نوع نباتي يتبع جنس الدردار من فصيلة الدردارية.